# Budgétisation sensible au genre
La budgétisation sensible au genre (en anglais, gender budgeting) ou budgétisation sexospécifique est une méthode d'analyse budgétaire qui permet d'étudier l'impact de l'allocation des ressources sur les inégalités de genre. Née en Australie en 1984, elle est aujourd'hui principalement utilisée par des administrations publiques, telles que l'Australie ou la ville de Vienne, des organisations internationales, telles que l'ONU, ou encore des ONG,.

## Concept
La budgétisation sensible au genre permet à un acteur public de façonner ses politiques publiques dans un objectif d'égalité des chances entre les femmes et les hommes. Il s'agit pour les gouvernements de prendre en compte pour chaque budget ou loi de finances les effets des politiques qui y sont budgétisées sur l'égalité entre les genres. Cela peut passer par des études d'impact ex ante, ou par l'évaluation des politiques publiques ex post.
Ce type de budgétisation passe par exemple par la création d'un service au sein du ministère des Finances qui veille à ce que les programmes de dépenses des ministères soient conformes à la politique de réduction des inégalités femmes-hommes. Cela nécessite un travail de collecte et d'analyse de données dans le but de guider l'action publique dans la matière de la lutte contre les inégalités.
Les rapports annuels de budgétisation sensibles au genre permettent d'évaluer les marges de manœuvre et le degré de réussite du gouvernement dans les objectifs d'égalité qu'il s'est fixé. L'Autriche liste par exemple ses objectifs en plusieurs catégories, parmi lesquels « assurer une meilleure répartition du travail rémunéré », « faire en sorte que les femmes réintègrent plus largement le marché du travail après une interruption de carrière », « renforcer les compétences des femmes dans le secteur entrepreneurial », « améliorer l'égalité des chances dans l'éducation ». Chacun de ces objectifs est pris en charge par un ministère dédié (Finances, Travail, Économie, Éducation).
Le FMI recommande notamment la mise en place d'une telle budgétisation dans les pays en voie de développement, afin de soutenir un développement socialement inclusif.

## Histoire
La notion de gender budgeting a été introduite pour la première fois par le Conseil de l'Europe en 2005.
Depuis 2006, la ville de Vienne en Autriche applique une approche sensible au genre à son budget. 
À partir de 2010, la France accompagne son projet de loi de finances d'un document transversal consacré à l'égalité homme-femme. 
Le FMI adopte une définition du « gender budgeting » en 2017. 
Dans l'OCDE, en 2019, des mesures de budgétisation sensibles au genre existaient en Autriche, Belgique, Islande, Italie, Corée du Sud, Mexique, Portugal et Espagne. Le Maroc et l'Afghanistan appliquent également ces mesures.
Janet Gale Stotsky remarque que les pays qui adoptent ce genre de budgétisation ont des ratios de mortalité maternelle plus faibles que ceux qui n'en ont pas, notamment en Afrique.
En 2021, Lyon est la première municipalité française à proposer un budget genré.